# リトル・ランナー
『リトル・ランナー』（Saint Ralph）は、2004年に制作されたカナダ映画。2004年9月11日にトロント国際映画祭で初公開され、翌2005年に劇場公開されたフィクション。

## ストーリー
1953年、カナダ・ハミルトンのカトリック学校に通う14歳の少年ラルフ・ウォーカーは、戦争で父を亡くし、母エマは病気で入院している。周囲には同居の祖父母に面倒を見てもらっていると話すが、実際はたばこや性に関する興味が人一倍強いラルフは校則破りの常連として校長のフィッツパトリック神父に目をつけられている。ラルフの心の支えであった母の病状が悪化し、意識不明の昏睡状態に陥る。看護婦のアリスに「奇跡でも起こさぬ限り昏睡から目覚めることはない」と辛い真実を宣言されたラルフは、呆然とする。
それから間もなく、クロスカントリー部のコーチを務めるヒバート神父が部員に対し「君たちがボストンマラソンで優勝したらそれは奇跡だ」と言った。それを耳にしたラルフは自分がボストンマラソンで優勝するという奇跡を起こせば、母が昏睡状態から回復すると信じて走り出す。親友のチェスターとクレアの助けを借りながら自己流のトレーニングを開始（6千キロカロリーを摂取したり、荷物を背負って丘を走ったり、殉教者を真似て真冬のプールに飛び込んだりなど）。
そんなラルフのために看護婦アリスはボブスレーの選手時代に覚えたウエイトトレーニングを指導しマラソンに必要な筋肉を身に付けていく。そんなラルフを馬鹿にするクラスメイト達。ラルフは地元の10マイルレースに出場してもペース配分がわからず完走するのがやっとという有り様だった。
しかし、マラソンのカナダ代表オリンピックに出場経験のあるヒバート神父が、ラルフが雨の日も風の日も雪の日も諦めずにひたむきに走り続ける姿に、走ることがすべてだったかつての自分の姿を見出した神父はラルフのコーチになることを志願。
レースに勝つ走り方を徹底的に教え込みその成果もあり、2か月後に行われた地元のマラソン大会を優勝した。ラルフが新聞で「奇跡」を口にし、神への冒涜と考える校長のフィッツパトリックは学校を休んでボストンマラソンに行けば放校処分に、またニーチェを口にするヒバート神父にも修道会からの追放を示唆する。この頃になると最初はラルフを馬鹿にしていたクラスメイトは次第にラルフに一目を置き馬鹿にすることがなくなる。
さらにラルフの不注意が原因で自宅や家族の写真までも全焼させてしまい、意気消沈したラルフは走る気力をなくす。しかし親友のチェスターの「（ボストンマラソンに出場すれば）校長を最高に怒らせることができるよ。君は優勝できると思う」という一言に自分を奮い立たせて学校を休み、ボストンへ向かう。一方ヒバート神父も「私は人助けをするために神父になったのです」「無政府主義者という点ではニーチェはキリストに敵いません」と校長に宣言し、ラルフを追ってボストンへ向かう。
レース当日。アリスはその模様をラルフの母に伝えるため、病室でラジオのスイッチを入れ、クレアは教会で熱心に祈り続け、チェスターは学校の放送室を占拠しマラソンの中継のラジオを流すなどそれぞれがラルフを応援している中、ラルフは奇跡を実現しようと走り出す。
優勝は逃したものの、病院や学校でラルフは暖かく迎え入れられる。そして、クレアも。ヒバートに「来年の五輪で優勝したいです」と宣言。母親の容態にも変化が生まれる。

## キャスト
※括弧内は日本語吹替
- ラルフ・ウォーカー - アダム・ブッチャー Adam Butcher（本田貴子）
- アリス看護婦 - ジェニファー・ティリー（石塚理恵）
- ジョージ・ヒバート神父 - キャンベル・スコット（てらそままさき）
- フィッツパトリック神父 - ゴードン・ピンセント Gordon Pinsent（三木敏彦）
- クレア・コリンズ - タマラ・ホープ Tamara Hope（恒松あゆみ）
- チェスター・ジョーンズ - マイケル・カネヴ Michael Kanev（折笠愛）
- エマ・ウォーカー - ショーナ・マクドナルド

## スタッフ
- 監督・脚本：マイケル・マッゴーワン
- 制作：テッツァ・ローレンス、マイケル・サウザー、シートン・マクリーン
- 撮影監督：ルネ・オオハシ
- 美術：マシュー・デイヴィス
- 音楽：アンドリュー・ロッキングトン
- 衣装：アン・ディクソン